# Bletia warfordiana
Bletia warfordiana är en orkidéart som beskrevs av Victoria Sosa. Bletia warfordiana ingår i släktet Bletia och familjen orkidéer. Inga underarter finns listade i Catalogue of Life.